# Nebelschütz
Nebelschütz, en sorabe Njebjelčicy, est une commune de Saxe (Allemagne), située dans l'arrondissement de Bautzen, dans le district de Dresde en Haute-Lusace, avec une forte population sorabe.

## Événements
- Procession équestre de Pâques